# Schrödinger (månkrater)
För andra betydelser, se Schrödinger (olika betydelser).
Schrödinger är en nedslagskrater på månens baksida. Schrödinger har fått sitt namn efter fysikern Erwin Schrödinger.

## Satellitkratrar
| Schrödinger | Latitud | Longitud | Diameter |
| ----------- | ------- | -------- | -------- |
| B           | 68.4° S | 141.3° Ö | 25 km    |
| G           | 75.4° S | 137.2° Ö | 8 km     |
| J           | 78.4° S | 154.6° Ö | 16 km    |
| W           | 68.5° S | 115.6° Ö | 12 km    |